# Ampolla (piel)
Una ampolla, ámpula (del lat. ampulla, "botella"), bambolla, vejiga, o boja, es un mecanismo de defensa del cuerpo humano consistente en una lesión elevada (inflamación), palpable y circunscrita, llena de líquido linfático y otros fluidos corporales, que se forma en la epidermis. Esta lesión se forma para proteger el tejido tegumentario interior. Se conocen técnicamente con el nombre de ampollas o bulas si son mayores de 0,5 cm de diámetro y como vesículas o flictenas si su tamaño es menor. Puede producirse como reacción a quemaduras o fricción y ayuda a reparar el daño producido en la piel. Las ampollas figuran entre las eflorescencias primarias.

## Etiología

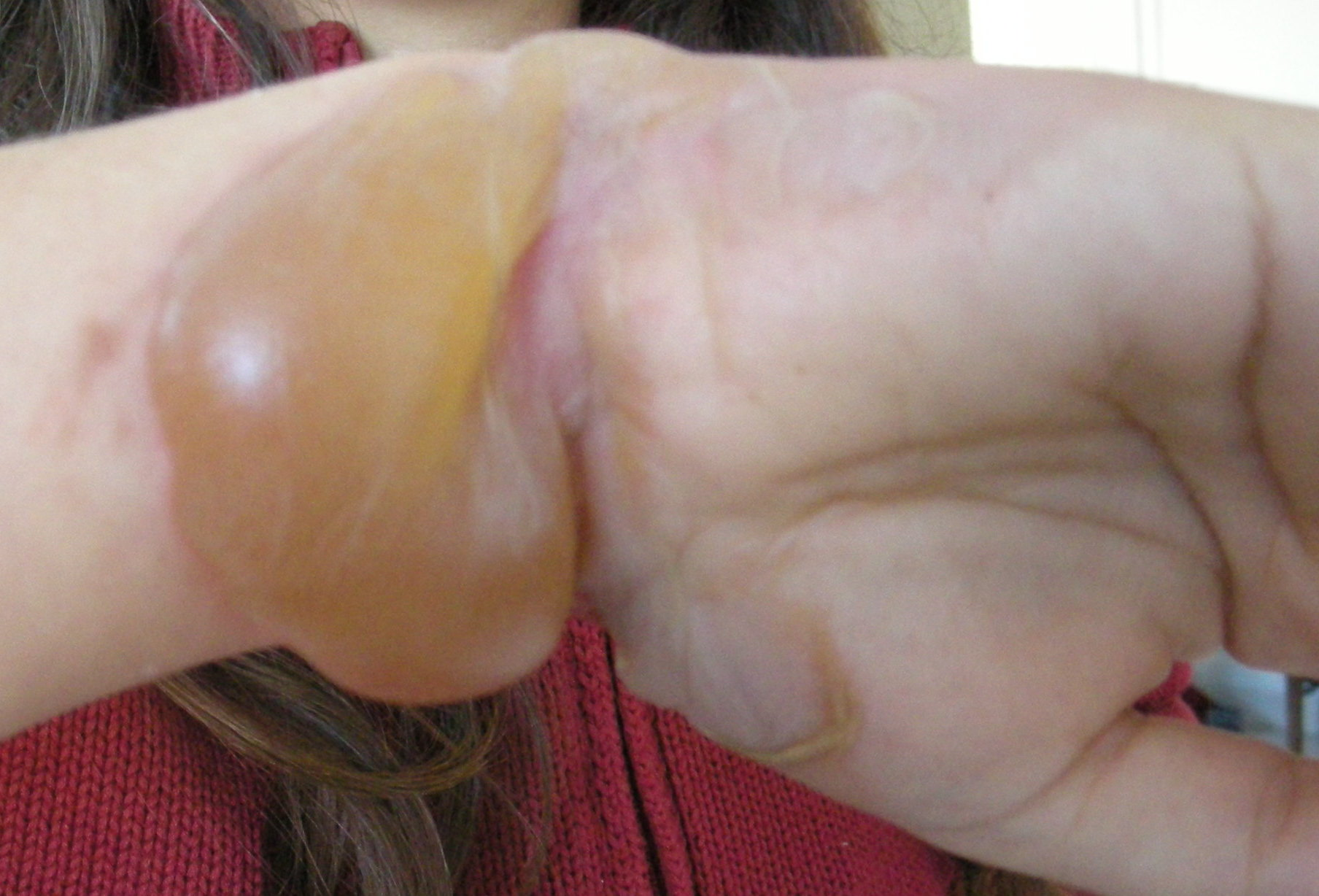
Ampolla por quemadura de segundo grado con productos químicos.

Las lesiones ampollosas suelen ser consecuencia de agentes químicos o físicos como quemaduras, congelación de segundo grado o la irritación mecánica -por ejemplo, zapatos que rozan, calcetines de fibras de algodón, tocar algún instrumento cordófono. También, algunas infecciones (por ejemplo, la varicela y la erisipela bullosa) pueden mostrar una vesiculación.

## Clasificación
Según su localización anatómica se distinguen las ampollas: subcorneales (localizadas bajo el estrato córneo), intraepidérmicas (situadas en la epidermis) y subcutáneas (situadas bajo la dermis).

## Tratamiento

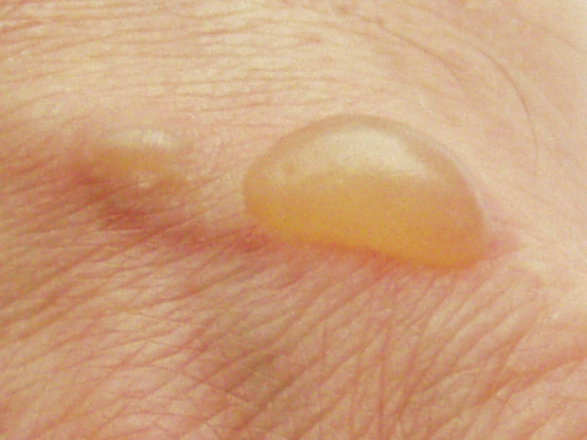
Ampolla por quemadura de segundo grado.

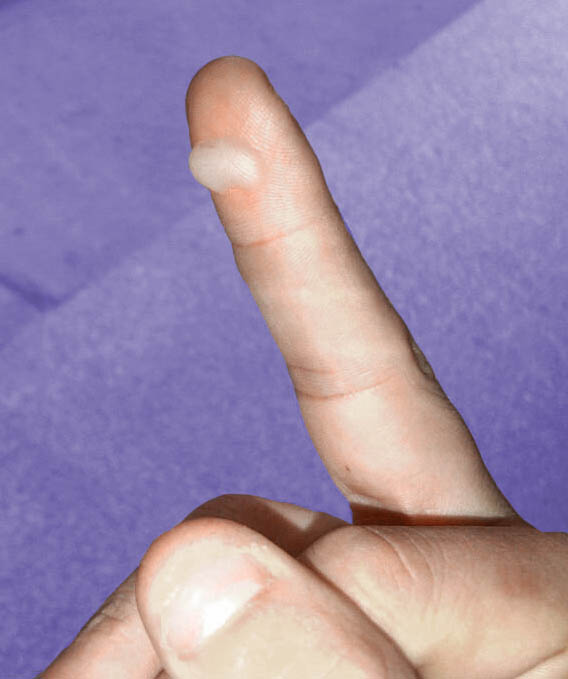
Ampolla en el dedo medio de una mano.

En general, las ampollas se curan por sí solas sin necesidad de tratamiento médico, ya que la piel ensanchada protege bien la herida. De esta manera, el líquido se reabsorbe y la piel de la ampolla se seca. Para evitar que se rompa, puede cubrirse con una venda o apósito protector.
Salvo bajo supervisión médica, las ampollas deben mantenerse intactas para evitar infecciones; es decir, no se deben pinchar ni reventar. Sin embargo, si la ampolla se encuentra en la planta del pie, puede ser pinchada con una aguja estéril para que sane más rápido. Entonces la ampolla se cubre con un gran parche, con el fin de evitar infecciones.
Si aparece pus o algún otro signo de infección se debe consultar a un médico inmediatamente para que se evalúe la necesidad o no de proceder a una flictenectomía o extracción quirúrgica de la ampolla o vesícula.

### Ampollas provocadas por el calzado
Contra las ampollas en los pies ayuda el calzado adecuado, en buen estado, y que no roce; así como otras medidas:
- atar los zapatos firmemente, para que entre el calzado y el pie se produzca tan poco movimiento como sea posible
- elegir el modelo y talla adecuada del calcetín, y realizar una buena colocación del mismo[10]
- desechar calcetines desgastados por el uso
- un parche protector (antes de la excursión) fijado con una buena cinta adhesiva, teniendo cuidado de que no se formen arrugas
- embetunar los pies con una crema para que la piel engrase fuertemente.

## Vesícula
Una vesícula es en dermatología un espacio, menor de 5 mm, lleno de líquido y elevado sobre el nivel de la piel; no debe confundirse con una ampolla, que por definición es mayor de 5 mm.